# 関峠
関峠（せきとうげ）は、福井県道225号敦賀美浜線にある、福井県敦賀市と同県三方郡美浜町の境に跨る峠である。

## 概要
関峠の標高は100mほどしかなく、敦賀市中心部から見たときには、徐々に標高を上げて峠に至るため、勾配がほとんど感じられないままに峠を通過する。関峠は敦賀市西部の旗護山と野坂岳を越える道路であり、この旗護山の稜線が敦賀市（越前）と美浜町（若狭）の境となっているため、関という名が与えられたという伝承がある。

## 路線状況
この道は非常になだらかで、元国道のため広い片側一車線幅も確保されている。そのため現国道27号ではなく、こちらの道を使うドライバーも多い。現に敦賀市内からだとこちらの方が時間的に短縮できる場合もある。隣をJR小浜線の線路が走っている。またこの峠の北側を今の国道27号の旗護山トンネルが貫いている。

## 峠からの接続道路
- 国道27号（美浜町佐田交差点）
- 福井県道143号松原粟野停車場線（敦賀市金山交差点）

## 峠の地蔵
関峠の頂上付近に地蔵堂が建てられている。4体の地蔵が祀られており、向かって1番右が「咳止め地蔵」、3番目が「波よけ地蔵」という（2、4番目は不詳）。言い伝えでは、昔、佐田沖で海中噴火があり、津波がこの峠まで押し寄せたが、この地蔵が波を避けてくれたことが、「波よけ地蔵」の由来だという。また、この地蔵堂は、若越新四国八十八箇所の43番札所であり、「若狭から老いも越し来る　関の山　地蔵の恵みありとこそ知れ」という御詠歌が伝わる。